# Sh2-42
Sh2-42  ist ein planetarischer Nebel im Sternbild Schütze, der ungefähr 3.300 Lichtjahre von der Erde entfernt ist.